# امین رافعی
امین بن عبداللطیف رافعی (۱۸۸۶، زقازیق – ۱۹۲۷، قاهره) روزنامه‌نگار و سیاستمدار مصری سوری‌تبار بود. در زقازیق و اسکندریه دانش آموخت، سپس از مدرسهٔ حقوق قاهره فارغ‌التحصیل شد. به حزب میهنی پیوست و روزنامهٔ الأخبار را نشر داد. مذاکرات انگلیس دربارهٔ مسألهٔ مصر و خاطرات یک گردشگر از آثار اوست.